# 宗谷岬燈塔
宗谷岬燈塔（日语：宗谷岬灯台）是一座位於日本北海道稚內市宗谷岬的燈塔，與稚內燈塔及對岸俄羅斯管轄樺太（庫頁島）的燈塔是同様功能，是一座守護著為國際海峽宗谷海峡航路上的重要燈塔。此燈塔為日本最北端的燈塔。

## 歷史
- 1885年（明治18年）八角形鐵造、初代宗谷岬燈塔初點燈運轉。
- 1911年（明治44年）遭野火破壞、初代宗谷岬燈塔毀壞消失。
- 1912年（明治45年）第二代宗谷岬燈塔再建。
- 1954年（昭和29年）經過大規模改築工事至有現在規模。

## 燈塔結構與行政諸元

### 燈塔結構諸元
- 航路標識番號：0432 [F6896]。
- 塔身塗色・構造：塔身赤白横線塗，塔形為四角形水泥混凝土造。
- 燈器：第3等小型菲涅耳透鏡式。
- 燈質：單群閃白光（毎30秒, 4閃光赤白互光）
- 實効光度：白光180,000 cd。
- 光程：17.5nm＜約32km＞。
- 明弧：77度至285度。
- 塔高＜地上～塔頂＞：17m。
- 燈高＜平均海面～燈火＞：39.8m。
- 燈塔座標：北緯43度31分17秒、東經141度56分11秒。

### 燈塔行政諸元
- 管轄機關：海上保安廳第1管區海上保安本部。
- 初點燈：1885年（明治18）9月25日。
- 所在地：北海道稚内市宗谷村。

## 附屬施設
- 霧信號所（隔膜式霧笛(Diaphragm horn)：毎20秒1回吹鳴(吹鳴5秒、停鳴15秒)）
- 無線方位信號所（中波標識局、Ray mark beacon）

## 周邊環境
- 宗谷岬
- 稚内機場
- 宗谷岬郵局
- 宗谷岬神社
- 宗谷岬肉牛牧場

## 関連項目
- 日本燈塔50選
- 稚内市
- 宗谷海峽
- 西能登呂岬燈塔（俄语：Крильон (маяк)）
- 中知床岬燈塔（俄语：Анива (маяк)）

## 外部連結
- ＜岬と灯台写真館＞　宗谷岬と灯台（北海道） （日語）
- 宗谷岬灯台（页面存档备份，存于） （日語）
- 稚内海上保安部（页面存档备份，存于） （日語）